# Eleutherodactylus ionthus
Eleutherodactylus ionthus är en groddjursart som beskrevs av Schwartz 1960. Eleutherodactylus ionthus ingår i släktet Eleutherodactylus och familjen Eleutherodactylidae. IUCN kategoriserar arten globalt som starkt hotad. Inga underarter finns listade i Catalogue of Life.